# Иконниково (Алтайский край)
Ико́нниково — село в Смоленском районе Алтайского края. Входит в состав Верх-Обского сельсовета.

## История
Основано ориентировочно в 1726 году В 1928 году село состояло из 53 хозяйств, основное население — русские. В административном отношении входило в состав Катунского сельсовета Смоленского района Бийского округа Сибирского края.

## Население
| 1926 | 1997 | 1998 | 1999 | 2000 | 2001 |
| ---- | ---- | ---- | ---- | ---- | ---- |
| 247  | ↘81  | ↗83  | ↘80  | ↘71  | ↘65  |
| 2002 | 2003 | 2004 | 2005 | 2006 | 2007 |
| ↘64  | ↘59  | ↗64  | ↗69  | ↘68  | ↗73  |
| 2008 | 2009 | 2010 | 2011 | 2012 | 2013 |
| ↗76  | ↗77  | ↗83  | →83  | ↗84  | ↘79  |

### Национальный состав
Согласно результатам переписи 2002 года, в национальной структуре населения русские составляли 96 %.